# Гайнуллина, Махмуза Калимовна
Махмуза Калимовна Гайнуллина — акушер-гинеколог, ученый-профпатолог, общественный деятель. Доктор медицинских наук (1999), профессор (2013). Член Союза журналистов Российской Федерации и Республики Башкортостан (1997). Заслуженный врач Российской  Федерации (1999) . Заслуженный врач Башкирской АССР (1989). Заслуженный деятель науки РБ (2014). Почётный гражданин Нуримановского района.

## Биография
Махмуза Гайнуллина родилась 6 сентября 1947 года в деревне Новокулево Нуримановского района БАССР. Была старшим ребенком в многодетной семье. Среднюю школу окончила с медалью. 

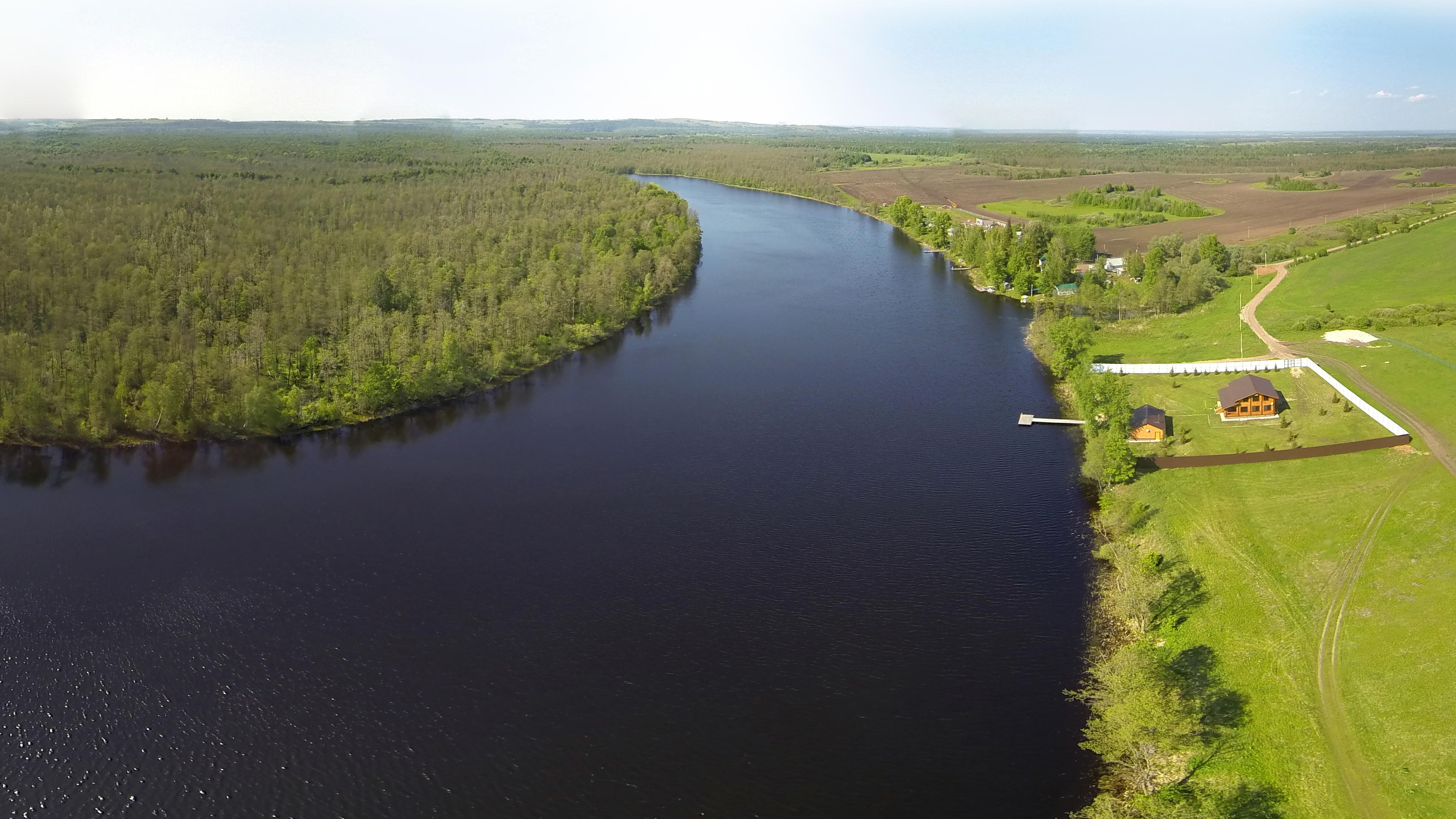
Карстовое озеро Упканкуль вблизи деревни Новокулево Нуримановского района

В 1973 году с отличием окончила Башкирский государственный медицинский институт, затем двухгодичную клиническую ординатуру.
В 1975 −1985 годах — младший, затем старший научный сотрудник в Уфимском Научно-исследовательском институте гигиены труда и экологии человека. В 1985—2002годах — главный врач данного института.
В 1987 году защитила диссертацию на ученую степень «кандидат медицинских наук», а 1999 году — на ученую степень «доктор медицинских наук».
В 1974—1999 годах вела передачи «Здоровье» Башкирского телевидения. Член Союза журналистов России и Республики Башкортостан (1997).
С 2002 года руководитель лаборатории «Охрана репродуктивного здоровья работающих»
Заслуженный врач, профессор  Российской Федерации, Республики Башкортостан, деятель науки Республики Башкортостан.

## Научная деятельность
Научные труды Махмузы Гайнуллиной посвящены исследованию состояния здоровья женщин, работающих в нефтеперерабатывающей и нефтехимической промышленности и разработке мер профилактики от воздействия неблагоприятных производственных факторов на потомство.
Под руководством профессора Гайнуллиной подготовлено 6 кандидатов медицинских наук.
Автор 287 научных работ, 7 монографий, 7 учебных пособий, для ординаторов, аспирантов и врачей, 4 патентов на изобретение.

## Общественная деятельность
В годы учебы в Башкирском государственном медицинском институте была избрана заместителем секретаря комитета комсомола института.
Член Совета Федерации профсоюзов Башкортостана (с 2000 года), член Экспертного Совета Генсовета ФНПР по гендерной политике (с 2000 года).
С 2001 года — Председатель Комиссии по вопросам социального равенства женщин Федерации профсоюзов Башкортостана.
С 1998 года — член Союза женщин Башкортостана.
Более 25 лет активно пропагандирует медико-санитарные знания среди населения.
Является руководителем и ответственным исполнителем государственной программы Роспотребнадзора по научным основам охраны труда и здоровья работников агропромышленного комплекса Республики Башкортостан.
Член Общественной Палаты РБ 3-х соз. (2009-2015 гг.)
Член Правления медицинской палаты Республики Башкортостан (с 2015 г).

## Почётные звания
- Заслуженный врач РФ (1999)
- Заслуженный врач Башкирской АССР(1989)
- Заслуженный деятель науки РБ (2013)
- Почётный гражданин Нуримановского района[6]

## Награды
- Медаль «За трудовую доблесть» (1974, СССР)
- Почётная грамота министерства здравоохранения РФ (1999)
- Медаль «100 лет Российским профсоюзам» (2005).
- Медаль за трудовую доблесть (2022, РБ)